# Arrondissement électoral de Tournai-Ath-Mouscron

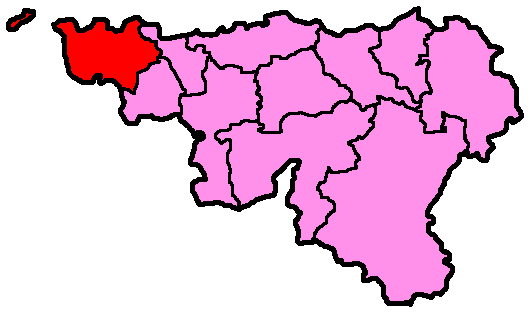
Arrondissement électoral de Tournai-Ath-Mouscron

Tournai-Ath-Mouscron est un arrondissement électoral en Belgique pour élire les membres du Parlement wallon depuis 2019. Il correspond aux arrondissements de Tournai-Mouscron et d'Ath.